# BYD Leopard 5
BYD Leopard 5 (на внутреннем рынке Fangchengbao Bao 5) — гибридный среднеразмерный внедорожник, выпускающийся с ноября 2023 года китайской компанией BYD Auto под брендом Fangchengbao. Является первой моделью бренда Fangchengbao.

## Описание
BYD Leopard 5 впервые был представлен в Китае в августе 2023 года. Продажи модели начались 24 ноября 2023 года. Автомобиль поставляется через автосалоны прямых продаж Fangchengbao.
Leopard 5 является рамным внедорожником с гибридной системой DMO (Dual Mode Off-Road). Углы разгона и торможения составляют 35 и 32 градуса. 
Также существует вариант Cloud-P с гидравлической подвеской от Yangwang U8.

## Технические характеристики

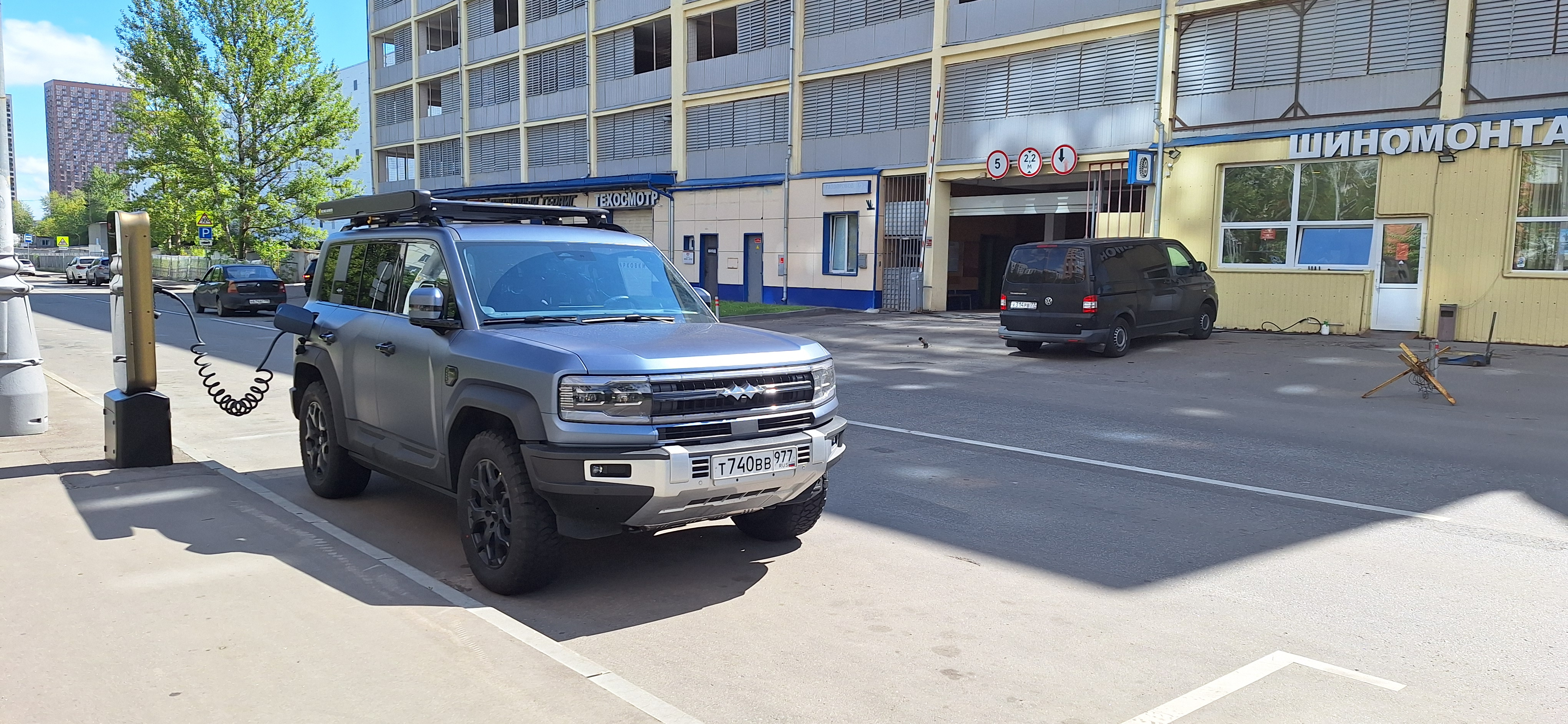
Cheng Bao в Москве.

BYD Leopard 5 оснащён 1,5-литровым бензиновым двигателем мощностью 145 кВт (197 л. с.) с турбонаддувом, двумя электродвигателями и тремя блокировками дифференциала. Суммарная мощность составляет 505 кВт (687 л. с.), а крутящий момент — 760 Н⋅м. Автомобиль заряжается за 16 минут, а общий запас хода составляет 1200 км. Другие особенности — аудиосистема Devialet, 15-дюймовый головной дисплей. До 100 км/ч автомобиль разгоняется за 4,8 секунд.